# 沼田貞昭
沼田 貞昭（ぬまた さだあき、1943年 - ）は、日本の外交官。

## 経歴
兵庫県生まれ、出生から半年後に転居し東京都出身。東京都立西高等学校、東京大学法学部第3類卒、1966年4月外務省入省。
1972年から1976年までアメリカ局北米一課に勤務、田中角栄・三木武夫等歴代首相の英語通訳を務めた。1994年駐英特命全権公使、1998年外務報道官、2000年駐パキスタン大使を歴任、2003年から沖縄担当大使を務め在任中に発生した沖国大米軍ヘリ墜落事件への対応を担当した。
2004年駐カナダ大使兼国際民間航空機関政府代表部大使、2007年退官。2018年瑞宝重光章受章。